# 東京理科大学図書館
東京理科大学図書館（とうきょうりかだいがくとしょかん）は、東京理科大学構内にある大学図書館の総称である。東京都千代田区・新宿区・葛飾区、千葉県野田市、北海道長万部町に所在する。

## 概要
私工大懇話会加盟図書館の1つである。理工系大学としては全国最多の蔵書数を有する。

## 施設

### 神楽坂キャンパス
- 神楽坂図書館
  - 富士見図書室
  - 理学部数学科図書室
  - 理学部応用数学科図書室
  - 工学部工業化学科図書室
- 葛飾図書館
- 野田図書館
- 長万部図書館

## 利用（全館共通）
|      | 1～3年および4年（原級生） | 卒研生・大学院生 |
| ---- | ------------------------- | ---------------- |
| 期間 | 14日間                    | 1ヶ月            |
| 冊数 | 20冊                      | 20冊             |

紙媒体の他に、電子ブック約51,400タイトル・電子ジャーナル約12,500種も保有しており、神楽坂図書館で集中管理している。

## 神楽坂図書館
東京理科大学の事実上の中央図書館である。館外施設としてPORTA神楽坂に書庫が、また理学部数学科、理学部応用数学科、工学部工業化学科の学科図書室がある。
- 所在地：神楽坂キャンパス神楽坂校舎1号館9～11階（入・退館口は10階東側）
- 閲覧席数：585席

|        | 平日        | 土曜日       | 日曜日・祝日 |
| ------ | ----------- | ------------ | ------------ |
| 通常期 | 9:00～22:00 | 11:00～19:00 | 休館         |

## 葛飾図書館
2015年に日本図書館協会建築賞を受賞している。葛飾区立図書館と連携しており相互利用が可能である。
- 所在地：葛飾キャンパス図書館棟1～2階
- 閲覧席数：608席

|        | 平日        | 土曜日       | 日曜日・祝日 |
| ------ | ----------- | ------------ | ------------ |
| 通常期 | 9:00～22:00 | 11:00～19:00 | 休館         |

## 野田図書館
- 所在地：野田キャンパス100周年記念図書館
- 閲覧席数：819席

|        | 平日        | 土曜日      | 日曜日・祝日 |
| ------ | ----------- | ----------- | ------------ |
| 通常期 | 9:00～21:00 | 9:00～17:00 | 10:00〜17:00 |

## 長万部図書館
- 所在地：長万部キャンパス1号館1階
- 閲覧席数：85席

|        | 平日・土日祝日 |
| ------ | -------------- |
| 通常期 | 9:00～17:00    |

## 富士見図書室
- 所在地：神楽坂キャンパス富士見校舎1階
- 閲覧席数：72席

|        | 平日        | 土曜日      | 日曜日・祝日 |
| ------ | ----------- | ----------- | ------------ |
| 通常期 | 9:00～20:00 | 9:00～17:00 | 休館         |